# Нестани
Неста́ни (греч. Νεστάνη) — село в Греции, на Пелопоннесе, в Аркадии. Расположено у подножья горы Артемисион (1772 м), в 15 км к северо-востоку от города Триполис. Административно относится к общине Триполис в периферии Пелопоннес.  Население 486 человек по переписи 2011 года.

## История

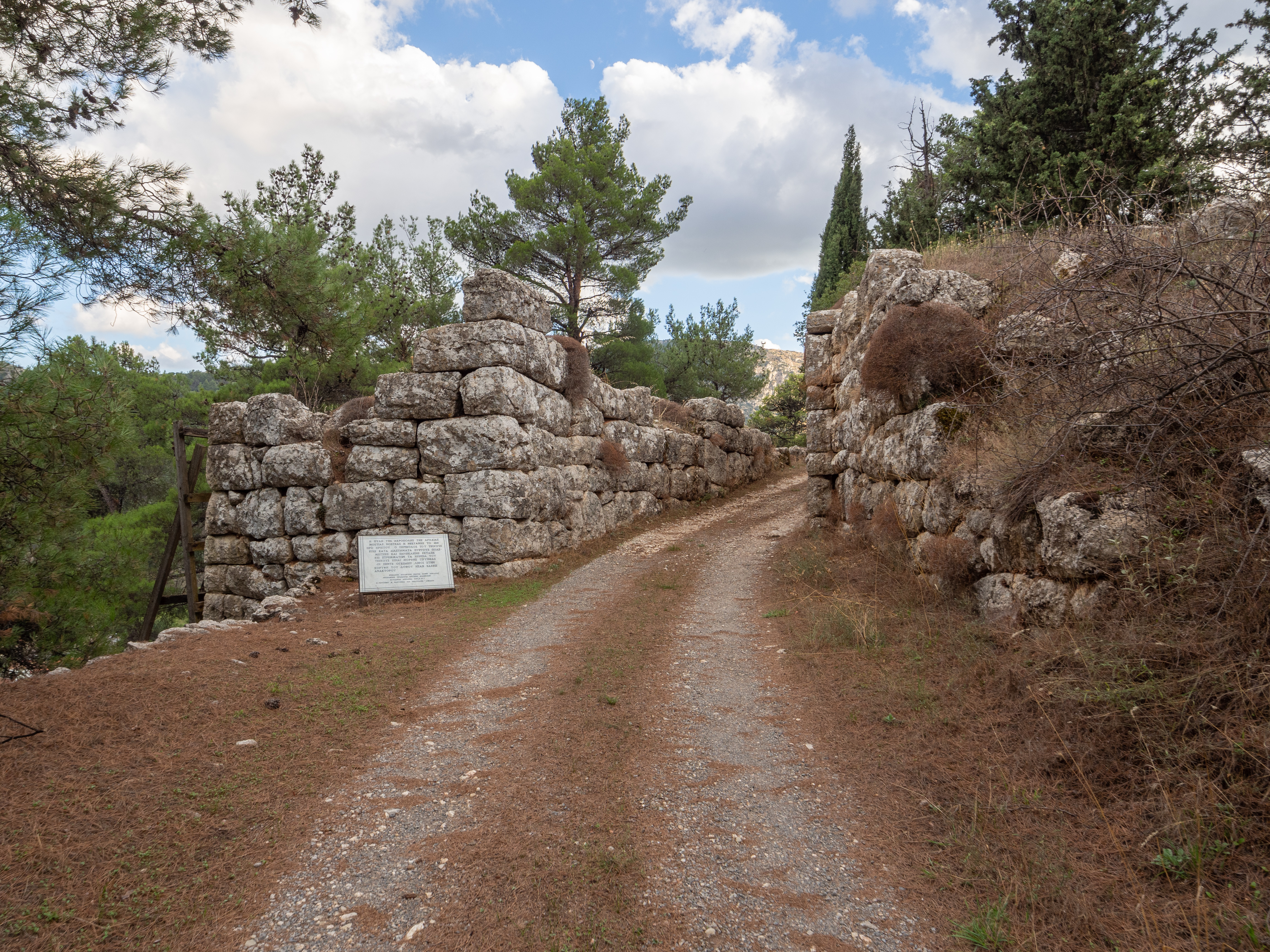
Руины акрополя древней Нестаны

Древний город Нестаны процветал с V по III век до н. э. Здесь, у горы Артемисион проходил один из двух древних путей из  Мантинеи в Аргос. Павсаний описывает развалины древней Нестаны на территории Мантинеи. У Нестаны находился лагерь македонского царя Филиппа, отца Александра во время похода в Аркадию  после битвы при Херонее (338 до н. э.) в 338 году до н. э. Поэтому протекающий здесь источник назван Филипповым (Φιλίππειος Κρήνη). За развалинами Нестаны находилось святилище Деметры, ежегодно мантинейцы здесь проводили праздник в её честь.
Руины акрополя древней Нестаны находятся к западу от современной деревни.
Город был укреплён, укрепления включали ворота с двумя полукруглыми башнями. Стены с башнями окружали 6 стремм (0,6 га) площади акрополя. Сохранились отдельные участки стены и одно башни, которые считаются пеласгийскими. Руины стены у ворот датируются 465 годом до н. э. На вершине горы обнаружены крупные камни, остатки крупного дворца архаического периода
До 1927 года (ΦΕΚ 179Α) село называлось Ципиана (Τσιπιανά).

## Сообщество Нестани
В 1912 году (ΦΕΚ 252Α) сообщество Ципиана (Κοινότητα Τσιπιανών), в 1927 году (ΦΕΚ 179Α) переименовано в Нестани (Κοινότητα Νεστάνης). В 1997 году по Плану «Каподистрия» (ΦΕΚ 244Α) Нестани стала центром общины Мантинея (Δήμος Μαντινείας), упразднённой по Программе «Калликратис» в 2010 году (ΦΕΚ 87Α).
В сообщество Нестани входит село Милея, расположенное западнее и монастырь Пресвятой Богородицы Горгоэпикоос («Скоропослушницы»), расположенный на горе к юго-востоку. Монастырь прежде был женским и относится к Мантинийской и Кинурийской митрополии Элладской православной церкви. Икона Божией Матери Горгоэпикоос («Скоропослушница») приписывается апостолу от 70 Луке. Площадь 49,402 км². Общее население 669 человек по переписи 2011 года.
| Наименование          | Население (2011), человек |
| --------------------- | ------------------------- |
| Нестани               | 486                       |
| Милея                 | 182                       |
| Монастырь Горгоэпикоу | 1                         |

## Население
| Год  | Население, человек |
| ---- | ------------------ |
| 1991 | 850                |
| 2001 | 717                |
| 2011 | ↘ 486              |